# 13Y busz (Székesfehérvár)
A székesfehérvári helyi 13Y jelzésű autóbusz gyorsforgalmi vonal volt az Autóbusz-állomás és a Zsurló utca (Alba Ipari Zóna) között. Munkanapokon, a gyári műszakváltásokhoz igazodva közlekedett. 2024. április 2-ától helyét átvette a 37-es busz. A viszonylatot a Volánbusz üzemeltette.

## Története
2014. június 28-án hozták létre, az Alba Ipari Zónába közlekedő buszok végállomásainak átszervezésekor. Az eddig oda érkező buszok (13, 13A, 13G, 16) végállomását áthelyezték a Babér utcába, a Zsurló utcai végállomáshoz 13Y jelzéssel új járatot indítottak.

## Útvonala
| Zsurló utca felé | Autóbusz-állomás felé |
| --- | --- |
| Autóbusz-állomás vá. – Piac tér – Vörösmarty Mihály tér – Széchenyi István út – Horvát István út – Prohászka Ottokár út – Béke tér (Vasútállomás) – Mártírok útja – Seregélyesi út – Repkény utca – Zsurló utca vá. | Zsurló utca vá. – Repkény utca – Seregélyesi út – Mártírok útja – Béke tér (Vasútállomás) – Prohászka Ottokár út – Horvát István út – Széchenyi István út – Vörösmarty Mihály tér – Piac tér – Autóbusz-állomás vá. |

## Megállóhelyei
| 0  | Autóbusz-állomás végállomás   | 17 | 10, 11, 11A, 12, 12A, 12Y, 13, 13A, 13G, 14, 14G, 15, 15Y, 26, 26A, 26G, 27, 36, 37, 38, 40, 41, 42, 43, 44 707, 718, 747, 748, 749, 750, 751, 757, 758, 759, 8000, 8001, 8002, 8010, 8011, 8013, 8030, 8032, 8033, 8035, 8037, 8039, 8040, 8046, 8047, 8048, 8049, 8050, 8055, 8060, 8062, 8065, 8066, 8067, 8068, 8069, 8070, 8078, 8080, 8086, 8090, 8092, 8093, 8095, 8096, 8097, 8098, 8099 1172, 1173, 1174, 1204, 1205, 1215, 1229, 1507, 1510, 1512, 1529, 1563, 1706, 1707, 1734, 1758, 1803, 1808, 1809, 1822, 1823, 1824, 1826, 1840, 1841, 1842, 1843, 1844, 1845, 1853 | Autóbusz-állomás, Alba Plaza, Belváros                                            |
| 2  | Református Általános Iskola   | 15 | 11, 11A, 11G, 12, 12A, 12Y, 13, 13A, 13G, 15, 15Y, 22, 23, 23E, 24, 25, 26, 26A, 36, 37, 38, 40, 41, 43, 44 | Református templom, Talentum Református Általános Iskola, József Attila Kollégium |
| 6  | Vasútállomás                  | 11 | 13, 13A, 13G, 20, 30, 31, 31E, 32, 33, 34, 35, 36, 37, 38, 40, 41, 43, 44 7315, 7398, 8010, 8011, 8013, 8082, 8086, 8092, 8093, 8624 S30 G30 Z30 S34 S35 G43 S150 S440 S450 IC, sebesvonat, gyorsvonat, expresszvonat | Vasútállomás, Vasvári Pál Gimnázium, Kodály Zoltán Általános Iskola és Gimnázium  |
| 9  | Raktár utca                   | 8  | 13, 13A, 13G, 20 | Ifjabb Ocskay Gábor Jégcsarnok                                                    |
| 12 | Tejüzem                       | 5  | 13, 13A, 13G, 16, 42 8030, 8032, 8033, 8035, 8037, 8039 1823 | Alföldi Tej Értékesítő és Beszerző Kft., Árpád Szakképző Iskola és Kollégium      |
| 13 | Seregélyesi út 96.            | 4  | 13, 13A, 13G, 16, 42 8030, 8032, 8035, 8037, 8039 | Alufe Kft.                                                                        |
| 14 | Seregélyesi út 108.           | 3  | 13, 13A, 13G, 16, 42 8030, 8032, 8035, 8037, 8039 | ARÉV Út- és Mélyépítő Kft.                                                        |
| 15 | Repkény utca / Seregélyesi út | 2  | 13, 13A, 13G, 16, 42 8030, 8032, 8033, 8035, 8037, 8039 | Nehézfémöntöde Zrt.                                                               |
| 16 | Repkény utca / Zsurló utca    | 1  | 13, 13A, 13G, 16 |                                                                                   |
| 17 | Zsurló utca végállomás        | 0  | |                                                                                   |